# George Fish
George Winthrop Fish (Los Angeles, Califòrnia, 4 d'abril de 1895 - East Hampton, Nova York, 22 de febrer de 1977) va ser un jugador de rugbi a 15 estatunidenc que va competir a començaments del segle xx.
Estudià a la Universitat de Califòrnia a Berkeley i més tard a l'escola de medicina de la Universitat de Colúmbia. Durant la Primera Guerra Mundial fou conductor d'ambulàncies a França. En acabar la guerra participà en els Jocs Interaliats de París amb l'equip de rugbi dels Estats Units.
El 1920 va ser seleccionat per jugar amb la selecció dels Estats Units de rugbi a 15 que va prendre part en els Jocs Olímpics d'Anvers, on guanyà la medalla d'or.
George Fish fou un destacat uròleg. Bon amic de l'escriptor Max Brand, s'inspirà en ell per escriure les històries d'un dels seus personatges, el Doctor Kildare.